# Анджело, моя любовь
«Анджело, моя любовь» (англ. Angelo My Love) — американский драматический фильм Роберта Дюваля о жизни нью-йоркских цыган. Картина была показана вне конкурсной программы на Каннском кинофестивале 1983 года.

## Сюжет
Фильм рассказывает о жизни нью-йоркских цыган. Анджело Эванс — восьмилетний мальчик, сын цыганки, которая зарабатывает гаданием на улице. Анджело хорошо знаком с уличными нравами. Из-за конфликтного характера Анджело часто попадает в различные переделки. Одна из ситуаций, в которой оказался мальчик связана с кольцом, предназначавшимся Патриции, будущей невесте. Также в фильме показаны верования, обычаи и традиции цыган.

## Производство
Роберт Дюваль впервые увидел 8-летнего Анджело, ставшего главным героем фильма, в 1977 году. По словам режиссёра спор мальчишки с пожилой женщиной на Коламбус-авеню «звучал как любовная ссора». Сценарий фильма был написан самим Дювалем, также в ходе съёмок появлялись импровизационные фразы актёров, большинство из которых играли самих себя. Помимо самого Анджело в картине снялись его старший брат Майкл, сестра Дебби, мать Рути, подруга Патриция (Катерина Рибрака), в одной из сцен появляется и его отец Тони Эванс.
Журнал «Variety» сообщал, что на создание первого для себя художественного фильма Дюваль потратил около 5 лет и свыше 1 млн. долларов. Кроме того, одной из сложностей создания картины стало неумение большей части актёров, в том числе и Анджело, читать по-английски.

## В ролях
- Анджело Эванс — играет самого себя
- Майкл Эванс — играет самого себя
- Рути Эванс — играет саму себя
- Тони Эванс — играет самого себя
- Дебби Эванс — играет саму себя
- Стив Цыганофф — играет самого себя
- Милли Цыганофф — играет саму себя
- Фрэнки Уильямс — играет самого себя
- Джордж Николас — играет самого себя
- Катерина Рибрака — Патриция
- Тимоти Филлипс — школьный учитель
- Лачлан Янгс — школьный репортёр